# Rumpnäset
Rumpnäset (estniska: Rumpo nina, Rumpo poolsaar) är en udde på Ormsö i västra Estland. Den ligger i Ormsö kommun i landskapet Läänemaa. Platsen ligger 13 km öster om residensstaden Hapsal och 100 km sydväst om huvudstaden Tallinn. 
Rumpnäset utgör Ormsös sydspets mot havsområdet Moonsund (Väinameri). Den skiljer Hulloviken i väster från Svibyviken i öster. Utanför udden ligger ett kilometerlångt rev, delvis ovan havsnivån, som benämns Korset. Öarna Pasja (Pasilaid) och Hästholm (Hobulaid) ligger sydväst respektive sydöst om Rumpnäset. Innanför udden ligger byn Rumpo som angränsar i norr till öns centralort, Hullo. 